# Ley de Hofstadter

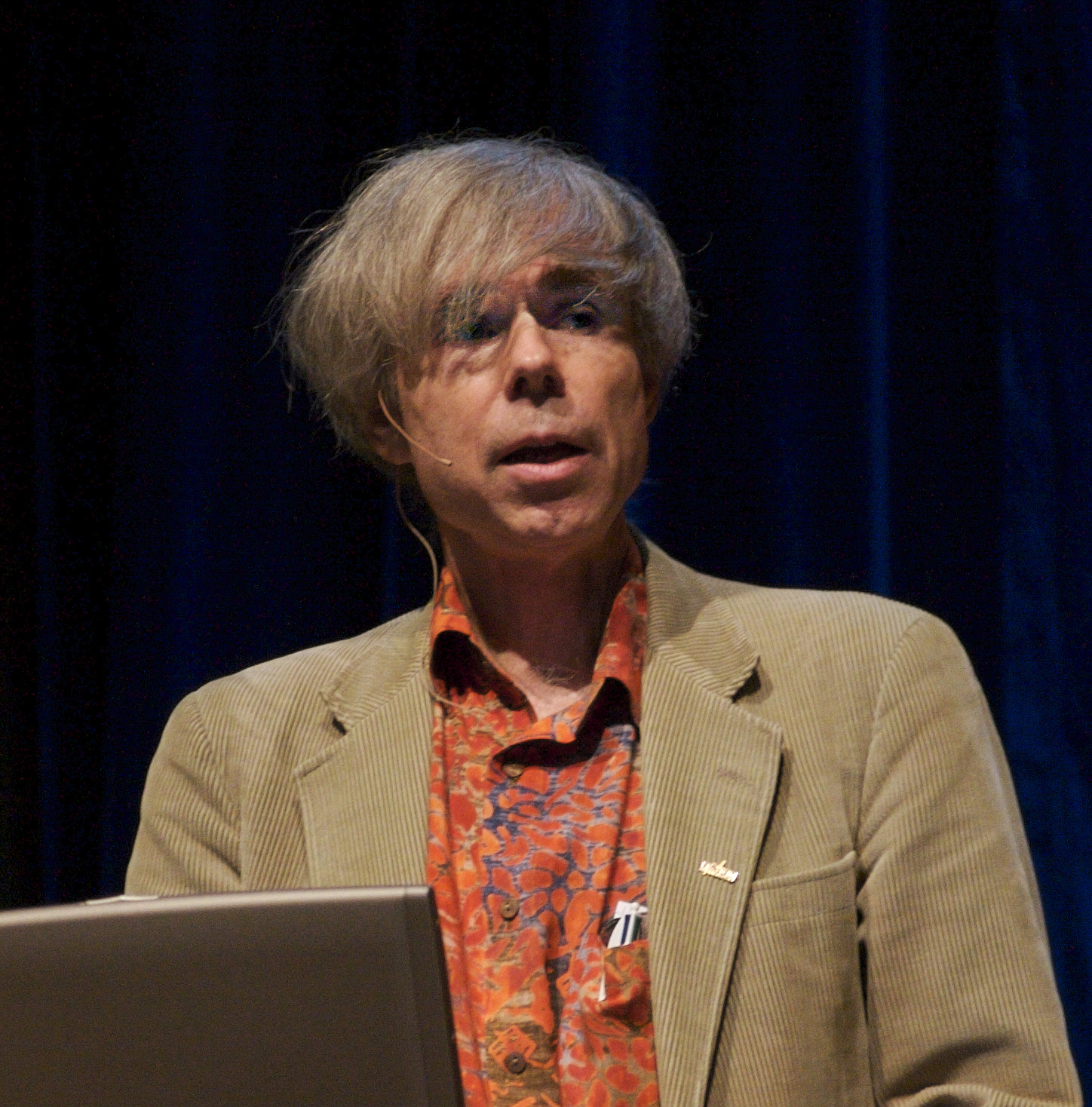
Douglas Hofstadter, un académico americano.

La Ley de Hofstadter es un refrán que describe la dificultad de estimar el tiempo que llevará completar tareas de gran complejidad. Fue acuñada por Douglas Hofstadter en su libro Gödel, Escher, Bach: un Eterno y Grácil Bucle (1979, Premio Pulitzer en 1980).
La ley afirma: «Siempre nos lleva más tiempo de lo esperado, incluso teniendo en cuenta la ley de Hofstadter».
Este refrán tuvo su origen, y es frecuentemente citado, dentro del ámbito del desarrollo de software.

## Origen y significado
Mediante una formulación agraciada, la ley de Hofstadter nos enuncia la casi imposibilidad universal de poder predecir el tiempo que será necesario para la realización de una tarea compleja. Esta imposibilidad queda acentuada por la autorreferencia contenida en la misma frase (Recursión o «razonamiento circular»).
En ingeniería de software, la metodología de programación extrema intenta tomar en cuenta esta dificultad evocada por la ley de Hofstadter.
Esta ley fue originalmente relacionada con los ordenadores que se dedicaban a jugar ajedrez: Inicialmente, los buenos jugadores vencían siempre a las máquinas. Aunque las máquinas superaban a los jugadores en la capacidad de análisis recursivo de posibles jugadas, la intuición de los jugadores les llevaba a concentrarse más en las posiciones interesantes en vez de seguir todas las líneas de juego hasta su conclusión. Hofstadter vio en esta situación un ejemplo práctico de aplicación de su ley:
«En los primeros tiempos de la programación de ajedrez, la gente tendía a estimar que para que un ordenador (un programa) fuese campeón del mundo, la tecnología aún tendría que evolucionar durante diez años. Pero los pasados diez años, parecía que para que un ordenador fuese campeón del mundo, faltarían aún diez años más». Entonces Hofstadter sugirió que esto era «justo otra prueba de la recursividad de la ley de Hofstadter».